# Те-Хуна, Джеймс
Джеймс Те-Хуна (англ. James Te Huna; 29 сентября 1981, Дарфилд) — новозеландский боец смешанного стиля, представитель полутяжёлой весовой категории. Выступал на профессиональном уровне в период 2003—2016 годов, известен по участию в турнирах бойцовской организации UFC.

## Биография
Джеймс Те-Хуна родился 29 сентября 1981 года в городе Дарфилд на Южном острове, представитель коренного новозеландского народа маори.

### Начало профессиональной карьеры
Дебютировал в смешанных единоборствах на профессиональном уровне в апреле 2003 года, но свой первый бой проиграл, вынужден был сдаться, попавшись на рычаг локтя. Дрался с переменным успехом в различных небольших промоушенах на территории Австралии, дважды выходил в клетку организации King of the Cage — был претендентом на титул чемпиона KOTC в полутяжёлой весовой категории, но в титульном бою потерпел поражение.
В 2007 году встречался с довольно сильным кубинским бойцом Эктором Ломбардом, проиграв ему досрочно в первом же раунде из-за травмы плеча.
В 2009 году принимал участие в гран-при австралийской организации CFC, благополучно одолел всех троих соперников по турнирной сетке, в том числе в финале взял верх над австралийцем Энтони Перошом (в концовке этого боя произошёл неприятный инцидент — Те-Хуна добивал лежащего соперника ногой уже после остановки рефери, за что впоследствии был лишён 20 % гонорара и вынужден был написать Перошу письмо с извинениями).

### Ultimate Fighting Championship
Имея в послужном списке 11 побед и 4 поражения, Те-Хуна привлёк к себе внимание крупнейшей бойцовской организации мира Ultimate Fighting Championship и вскоре подписал с ней долгосрочный контракт, став первым новозеландцем в UFC. В 2010 году дебютировал здесь в поединке с хорватом Игором Покраяцом. В этом бою он получил перелом руки, но ему всё же удалось одержать победу техническим нокаутом, нанеся по сопернику девять безответных ударов подряд.
В следующем бою должен был выйти в октагон против новичка организации Тома Блэкледжа, однако из-за травмы отказался от этого поединка и был заменён Джеймсом Максуини. В итоге второй его бой в UFC прошёл только в феврале 2011 года, Те-Хуна проиграл сдачей шведу Александру Густафссону в результате успешно проведённого удушающего приёма сзади. При этом боец пожертвовал весь свой гонорар пострадавшим от землетрясения в Крайстчерче.
Затем Джеймс Те-Хуна сделал серию из четырёх побед подряд, в частности взял верх над такими бойцами как Рикардо Ромеро, Аарон Роза, Джоуи Бельтран (лучший бой вечера) и Райан Джиммо. Он поднялся довольно высоко в рейтинге, однако в дальнейшем последовали поражения от Гловера Тейшейры, Маурисиу Руа, Нейта Марквардта и Стива Боссе, причём в двух из этих боёв новозеландец оказался в нокауте. 24 мая 2016 года, спустя два месяца после тяжёлого нокаута, в своих аккаунтах в Instagram и Twitter Те-Хуна объявил о завершении карьеры бойца ММА.

## Статистика в профессиональном ММА
| Боёв 25          | Побед 16 | Поражений 9 |
| ---------------- | -------- | ----------- |
| Нокаутом         | 10       | 2           |
| Сдачей           | 3        | 6           |
| Решением         | 3        | 0           |
| Дисквалификацией | 0        | 1           |

| Результат | Рекорд | Соперник             | Способ                       | Турнир                                      | Дата             | Раунд | Время | Место                   | Примечание                                     |
| --------- | ------ | -------------------- | ---------------------------- | ------------------------------------------- | ---------------- | ----- | ----- | ----------------------- | ---------------------------------------------- |
| Поражение | 16-9   | Стив Боссе           | KO (удар рукой)              | UFC Fight Night: Hunt vs. Mir               | 20 марта 2016    | 1     | 0:52  | Брисбен, Австралия      |                                                |
| Поражение | 16-8   | Нейт Марквардт       | Сдача (рычаг локтя)          | UFC Fight Night: Te Huna vs. Marquardt      | 28 июня 2014     | 1     | 4:34  | Окленд, Новая Зеландия  | Бой в среднем весе.                            |
| Поражение | 16-7   | Маурисиу Руа         | KO (удар рукой)              | UFC Fight Night: Hunt vs. Bigfoot           | 7 декабря 2013   | 1     | 1:03  | Брисбен, Австралия      |                                                |
| Поражение | 16-6   | Гловер Тейшейра      | Сдача (гильотина)            | UFC 160                                     | 25 мая 2013      | 1     | 2:38  | Лас-Вегас, США          |                                                |
| Победа    | 16-5   | Райан Джиммо         | Единогласное решение         | UFC on Fuel TV: Barao vs. McDonald          | 16 февраля 2013  | 3     | 5:00  | Лондон, Англия          |                                                |
| Победа    | 15-5   | Джоуи Бельтран       | Единогласное решение         | UFC on Fuel TV: Munoz vs. Weidman           | 11 июля 2012     | 3     | 5:00  | Сан-Хосе, США           | Лучший бой вечера.                             |
| Победа    | 14-5   | Аарон Роза           | TKO (удары руками)           | UFC on FX: Alves vs. Kampmann               | 3 марта 2012     | 1     | 2:08  | Сидней, Австралия       |                                                |
| Победа    | 13-5   | Рикардо Ромеро       | KO (удары руками)            | UFC 135                                     | 24 сентября 2011 | 1     | 0:47  | Денвер, США             |                                                |
| Поражение | 12-5   | Александр Густафссон | Сдача (удушение сзади)       | UFC 127                                     | 27 февраля 2011  | 1     | 4:27  | Сидней, Австралия       |                                                |
| Победа    | 12-4   | Игор Покраяц         | TKO (удары руками)           | UFC 110                                     | 21 февраля 2010  | 3     | 3:26  | Сидней, Австралия       |                                                |
| Победа    | 11-4   | Энтони Перош         | KO (удары руками)            | CFC 10: Light Heavyweight Grand Prix Finals | 21 августа 2009  | 1     | 2:21  | Сидней, Австралия       | Финал гран-при CFC полутяжёлого веса.          |
| Победа    | 10-4   | Пришиус Фогагноло    | TKO (удары руками)           | CFC 9: Fighters Paradise                    | 11 июля 2009     | 2     | 2:37  | Голд-Кост, Австралия    | Второй этап гран-при CFC полутяжёлого веса.    |
| Победа    | 9-4    | Энтони Риа           | TKO (удары руками)           | CFC 8: Light Heavyweight Grand Prix         | 22 мая 2009      | 1     | 1:52  | Сидней, Австралия       | Первый этап гран-при CFC полутяжёлого веса.    |
| Победа    | 8-4    | Дэвид Гибб           | TKO (удары руками)           | XFC: Return of the Hulk                     | 14 марта 2009    | 1     | N/A   | Перт, Австралия         |                                                |
| Победа    | 7-4    | Сэм Браун            | Единогласное решение         | EFG: Weapons of Mass Destruction            | 3 мая 2008       | 3     | 5:00  | Пенрит, Австралия       |                                                |
| Поражение | 6-4    | Эктор Ломбард        | Сдача (травма плеча)         | Warriors Realm 8                            | 23 марта 2007    | 1     | 3:50  | Джелонг, Австралия      |                                                |
| Победа    | 6-3    | Такахиро Оба         | TKO (остановлен секундантом) | X-plosion                                   | 18 августа 2006  | 2     | 5:00  | Сидней, Австралия       |                                                |
| Поражение | 5-3    | Ли Антаки            | Сдача (удушение сзади)       | KOTC: Gunfather                             | 10 февраля 2006  | 1     | 1:37  | Саншайн-Кост, Австралия | Бой за титул чемпиона KOTC в полутяжёлом весе. |
| Победа    | 5-2    | Эдвин Агилар         | TKO (удары руками)           | Kumite 2                                    | 11 ноября 2005   | 2     | N/A   | Сидней, Австралия       |                                                |
| Победа    | 4-2    | Эдриан Летуна        | TKO (удары руками)           | Kumite 1                                    | 2 июля 2005      | 3     | N/A   | Сидней, Австралия       |                                                |
| Поражение | 3-2    | Мэтт Найт            | DQ (хватание за сетку)       | KOTC: Australia                             | 4 февраля 2005   | 1     | 4:01  | Сидней, Австралия       |                                                |
| Победа    | 3-1    | Ким Робинсон         | Сдача (удушение сзади)       | XFC 6: Ultimate Fighting Returns            | 20 ноября 2004   | 1     | 2:19  | Голд-Кост, Австралия    |                                                |
| Победа    | 2-1    | Рокки Хуни           | Сдача (удушение сзади)       | XFC 5: When Worlds Collide                  | 13 августа 2004  | 1     | N/A   | Голд-Кост, Австралия    |                                                |
| Победа    | 1-1    | Мэтт Найт            | Сдача (удушение сзади)       | Xtreme Fight Club 2                         | 5 июня 2004      | 2     | 1:20  | Голд-Кост, Австралия    |                                                |
| Поражение | 0-1    | Апи Хемара           | Сдача (рычаг локтя)          | Spartan Reality Fight 6                     | 5 апреля 2003    | 1     | 2:20  | Перт, Австралия         |                                                |